# 上願村
上願村（じょうがんむら）は、かつて岐阜県山県郡に存在した村である。
現在の山県市上願に該当する。

## 歴史
- 1889年（明治22年）7月1日 - 町村制により、上願村発足。
- 1897年（明治30年）4月1日 - 掛村、松尾村、平井村、長滝村と合併し上伊自良村発足。同日上願村廃止。